# Cruzado brasiliano
Il cruzado è stato la valuta del Brasile tra il 28 febbraio 1986 e il 15 gennaio 1989. Era suddiviso in 100 centavo. Il suo codice ISO era BRC e il suo simbolo era Cz$.

## Storia
Il cruzado fu introdotto in Brasile il 28 febbraio 1986 nell'ambito del "Plano Cruzado", un pacchetto di misure finalizzate al contenimento dell'inflazione.
La nuova valuta ha sostituito il secondo cruzeiro a un tasso di 1 cruzado = 1 000 cruzeiro. La sua introduzione fu caratterizzata dal ritorno del centavo, che era stato abolito nel 1984 a causa della svalutazione del secondo cruzeiro. Alla data della sua introduzione, il cambio tra cruzado e dollaro era di 13,84 BRC = 1 USD.
Il nome cruzado è stato ispirato da quello di un'antica moneta d'oro portoghese, che aveva un valore di circa 400 real e che circolò all'epoca in cui il Brasile era ancora una colonia del Portogallo.
A partire dalla metà degli anni settanta nel paese è iniziato un intenso processo inflazionistico che ha raggiunto il suo apice all'inizio del decennio successivo, e questa situazione alla fine ha prevalso durante la breve esistenza della valuta, contribuendo affinché gli anni ottanta venissero ricordati in Brasile come il "decennio perduto".
Nel 1989 il Brasile si trovò infatti costretto a cambiare nuovamente moneta, introducendo il cruzado nuovo, che ha sostituito il cruzado a un tasso di 1 000 cruzado = 1 cruzado nuovo.

## Monete
Così come successe con le banconote, le vecchie monete del secondo cruzeiro continuarono a circolare insieme alle nuove monete del cruzado. Poiché tale valuta ebbe vita breve, al momento della sua sostituzione con il cruzado nuovo circolavano ancora monete del secondo cruzeiro, che rimasero in possesso della popolazione, nonostante già prive di valore legale.
Nel 1986 furono introdotte monete in acciaio inossidabile in tagli da 1, 5, 10, 20 e 50 centavo, 1 e 5 cruzado, cui seguirono nel 1987 monete da 10 cruzado. Tutte le monete furono coniate fino al 1988.
Nel 1988 vennero prodotte tre monete commemorative da 100 cruzado per celebrare il centenario della Lei Áurea, che decretò l'abolizione della schiavitù in Brasile. Tali monete furono coniate per la circolazione comune, ma il loro utilizzo fu molto raro. I disegni di queste monete sono stati riportati poi nella serie emessa tra il 1989 e il 1992.
| Emissioni regolari      | Emissioni regolari | Emissioni regolari | Emissioni regolari | Emissioni regolari | Emissioni regolari | Emissioni regolari   | Emissioni regolari                                         | Emissioni regolari       | Emissioni regolari                | Emissioni regolari | Emissioni regolari | Emissioni regolari                                                        |
| Immagine                | Immagine           | Valore             | Parametri tecnici  | Parametri tecnici  | Parametri tecnici  | Parametri tecnici    | Descrizione                                                | Descrizione              | Periodo di circolazione           | Data di emissione  | Tiratura           | Note                                                                      |
| Diritto                 | Rovescio           | Valore             | Diametro           | Spessore           | Massa              | Composizione         | Diritto                                                    | Rovescio                 | Periodo di circolazione           | Data di emissione  | Tiratura           | Note                                                                      |
| ----------------------- | ------------------ | ------------------ | ------------------ | ------------------ | ------------------ | -------------------- | ---------------------------------------------------------- | ------------------------ | --------------------------------- | ------------------ | ------------------ | ------------------------------------------------------------------------- |
|                         |                    | 1 centavo          | 15,0 mm            | 1,45 mm            | 1,60 g             | Acciaio inossidabile | BRASIL, valore e data                                      | Stemma nazionale         | 23 giugno 1986 - 15 gennaio 1989  | 1986               | 100 000 000        |                                                                           |
| 1987                    | 1 000 000          | 1 centavo          | 15,0 mm            | 1,45 mm            | 1,60 g             | Acciaio inossidabile | BRASIL, valore e data                                      | Stemma nazionale         | 23 giugno 1986 - 15 gennaio 1989  |                    |                    |                                                                           |
| 1988                    | 1 000 000          | 1 centavo          | 15,0 mm            | 1,45 mm            | 1,60 g             | Acciaio inossidabile | BRASIL, valore e data                                      | Stemma nazionale         | 23 giugno 1986 - 15 gennaio 1989  |                    |                    |                                                                           |
|                         |                    | 5 centavo          | 16,0 mm            | 1,45 mm            | 1,81 g             | Acciaio inossidabile | BRASIL, valore e data                                      | Stemma nazionale         | 23 giugno 1986 - 15 gennaio 1989  | 1986               | 99 282 000         |                                                                           |
| 1987                    | 1 000 000          | 5 centavo          | 16,0 mm            | 1,45 mm            | 1,81 g             | Acciaio inossidabile | BRASIL, valore e data                                      | Stemma nazionale         | 23 giugno 1986 - 15 gennaio 1989  |                    |                    |                                                                           |
| 1988                    | 1 000 000          | 5 centavo          | 16,0 mm            | 1,45 mm            | 1,81 g             | Acciaio inossidabile | BRASIL, valore e data                                      | Stemma nazionale         | 23 giugno 1986 - 15 gennaio 1989  |                    |                    |                                                                           |
|                         |                    | 10 centavo         | 17,0 mm            | 1,45 mm            | 2,05 g             | Acciaio inossidabile | BRASIL, valore e data                                      | Stemma nazionale         | 23 giugno 1986 - 15 gennaio 1989  | 1986               | 200 000 000        |                                                                           |
| 1987                    | 245 628 000        | 10 centavo         | 17,0 mm            | 1,45 mm            | 2,05 g             | Acciaio inossidabile | BRASIL, valore e data                                      | Stemma nazionale         | 23 giugno 1986 - 15 gennaio 1989  |                    |                    |                                                                           |
| 1988                    | 21 293 000         | 10 centavo         | 17,0 mm            | 1,45 mm            | 2,05 g             | Acciaio inossidabile | BRASIL, valore e data                                      | Stemma nazionale         | 23 giugno 1986 - 15 gennaio 1989  |                    |                    |                                                                           |
|                         |                    | 20 centavo         | 19,0 mm            | 1,45 mm            | 2,55 g             | Acciaio inossidabile | BRASIL, valore e data                                      | Stemma nazionale         | 23 giugno 1986 - 15 gennaio 1989  | 1986               | 140 000 000        |                                                                           |
| 1987                    | 157 500 000        | 20 centavo         | 19,0 mm            | 1,45 mm            | 2,55 g             | Acciaio inossidabile | BRASIL, valore e data                                      | Stemma nazionale         | 23 giugno 1986 - 15 gennaio 1989  |                    |                    |                                                                           |
| 1988                    | 16 000 000         | 20 centavo         | 19,0 mm            | 1,45 mm            | 2,55 g             | Acciaio inossidabile | BRASIL, valore e data                                      | Stemma nazionale         | 23 giugno 1986 - 15 gennaio 1989  |                    |                    |                                                                           |
|                         |                    | 50 centavo         | 21,0 mm            | 1,65 mm            | 3,65 g             | Acciaio inossidabile | BRASIL, valore e data                                      | Stemma nazionale         | 23 giugno 1986 - 15 gennaio 1989  | 1986               | 200 000 000        |                                                                           |
| 1987                    | 201 884 000        | 50 centavo         | 21,0 mm            | 1,65 mm            | 3,65 g             | Acciaio inossidabile | BRASIL, valore e data                                      | Stemma nazionale         | 23 giugno 1986 - 15 gennaio 1989  |                    |                    |                                                                           |
| 1988                    | 131 255 000        | 50 centavo         | 21,0 mm            | 1,65 mm            | 3,65 g             | Acciaio inossidabile | BRASIL, valore e data                                      | Stemma nazionale         | 23 giugno 1986 - 15 gennaio 1989  |                    |                    |                                                                           |
|                         |                    | 1 Cz$              | 23,0 mm            | 1,65 mm            | 4,38 g             | Acciaio inossidabile | BRASIL, valore e data                                      | Stemma nazionale         | 23 giugno 1986 - 15 gennaio 1989  | 1986               | 235 500 000        |                                                                           |
| 1987                    | 403 600 000        | 1 Cz$              | 23,0 mm            | 1,65 mm            | 4,38 g             | Acciaio inossidabile | BRASIL, valore e data                                      | Stemma nazionale         | 23 giugno 1986 - 15 gennaio 1989  |                    |                    |                                                                           |
| 1988                    | 321 216 000        | 1 Cz$              | 23,0 mm            | 1,65 mm            | 4,38 g             | Acciaio inossidabile | BRASIL, valore e data                                      | Stemma nazionale         | 23 giugno 1986 - 15 gennaio 1989  |                    |                    |                                                                           |
|                         |                    | 5 Cz$              | 25,0 mm            | 1,65 mm            | 5,21 g             | Acciaio inossidabile | BRASIL, valore e data                                      | Stemma nazionale         | 23 giugno 1986 - 15 gennaio 1989  | 1986               | 97 263 000         |                                                                           |
| 1987                    | 141 000 000        | 5 Cz$              | 25,0 mm            | 1,65 mm            | 5,21 g             | Acciaio inossidabile | BRASIL, valore e data                                      | Stemma nazionale         | 23 giugno 1986 - 15 gennaio 1989  |                    |                    |                                                                           |
| 1988                    | 291 906 000        | 5 Cz$              | 25,0 mm            | 1,65 mm            | 5,21 g             | Acciaio inossidabile | BRASIL, valore e data                                      | Stemma nazionale         | 23 giugno 1986 - 15 gennaio 1989  |                    |                    |                                                                           |
|                         |                    | 10 Cz$             | 27,0 mm            | 1,65 mm            | 6,06 g             | Acciaio inossidabile | BRASIL, valore e data                                      | Stemma nazionale         | 29 settembre 1987 - 15 marzo 1990 | 1987               | 131 500 000        |                                                                           |
| 1988                    | 608 736 000        | 10 Cz$             | 27,0 mm            | 1,65 mm            | 6,06 g             | Acciaio inossidabile | BRASIL, valore e data                                      | Stemma nazionale         | 29 settembre 1987 - 15 marzo 1990 |                    |                    |                                                                           |
| Emissioni commemorative |                    |                    |                    |                    |                    |                      |                                                            |                          |                                   |                    |                    |                                                                           |
| Immagine                | Immagine           | Valore             | Parametri tecnici  | Parametri tecnici  | Parametri tecnici  | Parametri tecnici    | Descrizione                                                | Descrizione              | Periodo di circolazione           | Data di emissione  | Tiratura           | Note                                                                      |
| Diritto                 | Rovescio           | Valore             | Diametro           | Spessore           | Massa              | Composizione         | Diritto                                                    | Rovescio                 | Periodo di circolazione           | Data di emissione  | Tiratura           | Note                                                                      |
|                         |                    | 100 Cz$            | 31,0 mm            | 1,90 mm            | 9,95 g             | Acciaio inossidabile | Uomo nero, "CENTENÁRIO DA ABOLIÇÃO", "1888 1988", "AXÉ"    | Valore, "BRASIL", stelle | 3 ottobre 1988 - 31 luglio 1993   | 1988               | 200 000            | 100 anni dall'abolizione della schiavitù in Brasile (circolazione comune) |
|                         |                    | 100 Cz$            | 31,0 mm            | 1,90 mm            | 9,95 g             | Acciaio inossidabile | Donna nera, "CENTENÁRIO DA ABOLIÇÃO", "1888 1988", "AXÉ"   | Valore, "BRASIL", stelle | 3 ottobre 1988 - 31 luglio 1993   | 1988               | 200 000            | 100 anni dall'abolizione della schiavitù in Brasile (circolazione comune) |
|                         |                    | 100 Cz$            | 31,0 mm            | 1,90 mm            | 9,95 g             | Acciaio inossidabile | Bambino nero, "CENTENÁRIO DA ABOLIÇÃO", "1888 1988", "AXÉ" | Valore, "BRASIL", stelle | 3 ottobre 1988 - 31 luglio 1993   | 1988               | 200 000            | 100 anni dall'abolizione della schiavitù in Brasile (circolazione comune) |

## Banconote
Le prime banconote furono costituite da sovrastampe su banconote del secondo cruzeiro, in tagli da 10, 50 e 100 cruzado.
Banconote regolari sono state introdotte nel 1986 in tagli da 10, 50, 100 e 500 cruzado, seguite da quelle da 1 000 cruzado nel 1987 e da quelle da 5 000 e 10 000 cruzado nel 1988.
Queste tre ultime banconote furono utilizzate, con l'apposizione di una sovrastampa a forma triangolare, per il lancio del cruzado nuovo nel 1989.
| Serie provvisoria | Serie provvisoria | Serie provvisoria | Serie provvisoria    | Serie provvisoria                                                             | Serie provvisoria                    | Serie provvisoria |
| Immagine          | Immagine          | Valore            | Descrizione          | Descrizione                                                                   | Periodo di circolazione              | Note              |
| Fronte            | Retro             | Valore            | Fronte               | Retro                                                                         | Periodo di circolazione              | Note              |
| ----------------- | ----------------- | ----------------- | -------------------- | ----------------------------------------------------------------------------- | ------------------------------------ | ----------------- |
|                   |                   | 10 Cz$            | Ruy Barbosa          | Il politico mentre tiene un discorso alla Conferenza di Pace a L'Aia nel 1907 | 22 aprile 1986 - 15 marzo 1990       | Con sovrastampa   |
|                   |                   | 50 Cz$            | Oswaldo Cruz         | Edificio dell'"Istituto Oswaldo Cruz" a Rio de Janeiro                        | 22 aprile 1986 - 15 marzo 1990       | Con sovrastampa   |
|                   |                   | 100 Cz$           | Juscelino Kubitschek | Edifici di Brasilia: Congresso Nazionale, Catetinho e Palácio da Alvorada     | 22 aprile 1986 - 15 marzo 1990       | Con sovrastampa   |
| Serie regolare    |                   |                   |                      |                                                                               |                                      |                   |
| Immagine          | Immagine          | Valore            | Descrizione          | Descrizione                                                                   | Periodo di circolazione              | Note              |
| Fronte            | Retro             | Valore            | Fronte               | Retro                                                                         | Periodo di circolazione              | Note              |
|                   |                   | 10 Cz$            | Ruy Barbosa          | Il politico mentre tiene un discorso alla Conferenza di Pace a L'Aia nel 1907 | 20 ottobre 1986 - 15 marzo 1990      |                   |
|                   |                   | 50 Cz$            | Oswaldo Cruz         | Edificio dell'"Istituto Oswaldo Cruz" a Rio de Janeiro                        | 20 ottobre 1986 - 15 marzo 1990      |                   |
|                   |                   | 100 Cz$           | Juscelino Kubitschek | Edifici di Brasilia: Congresso Nazionale, Catetinho e Palácio da Alvorada     | 20 ottobre 1986 - 15 marzo 1990      |                   |
|                   |                   | 500 Cz$           | Villa Lobos          | Il maestro mentre dirige con il quadro "Conquista dell'Amazonas" sullo sfondo | 20 ottobre 1986 - 31 ottobre 1990    |                   |
|                   |                   | 1 000 Cz$         | Machado de Assis     | Vista di Via 1º marzo a Rio de Janeiro nel 1905                               | 29 settembre 1987 - 31 ottobre 1990  |                   |
|                   |                   | 5 000 Cz$         | Candido Portinari    | Il pittore mentre disegna il pannello "Baianas"                               | 15 settembre 1988 - 31 dicembre 1990 |                   |
|                   |                   | 10 000 Cz$        | Carlos Chagas        | Lo scienziato nel suo laboratorio                                             | 24 novembre 1988 - 31 dicembre 1990  |                   |